# Satyrus castiliana
Satyrus castiliana är en fjärilsart som beskrevs av Hans Fruhstorfer 1909. Satyrus castiliana ingår i släktet Satyrus och familjen praktfjärilar. Inga underarter finns listade.